# Victor Fleming
Pour les articles homonymes, voir Fleming.
Victor Lonzo Fleming (Pasadena en Californie, 23 février 1889 – Cottonwood dans l'Arizona, 6 janvier 1949), est un réalisateur de cinéma américain. Il a remporté l'Oscar du meilleur réalisateur pour Autant en emporte le vent en 1940.

## Biographie

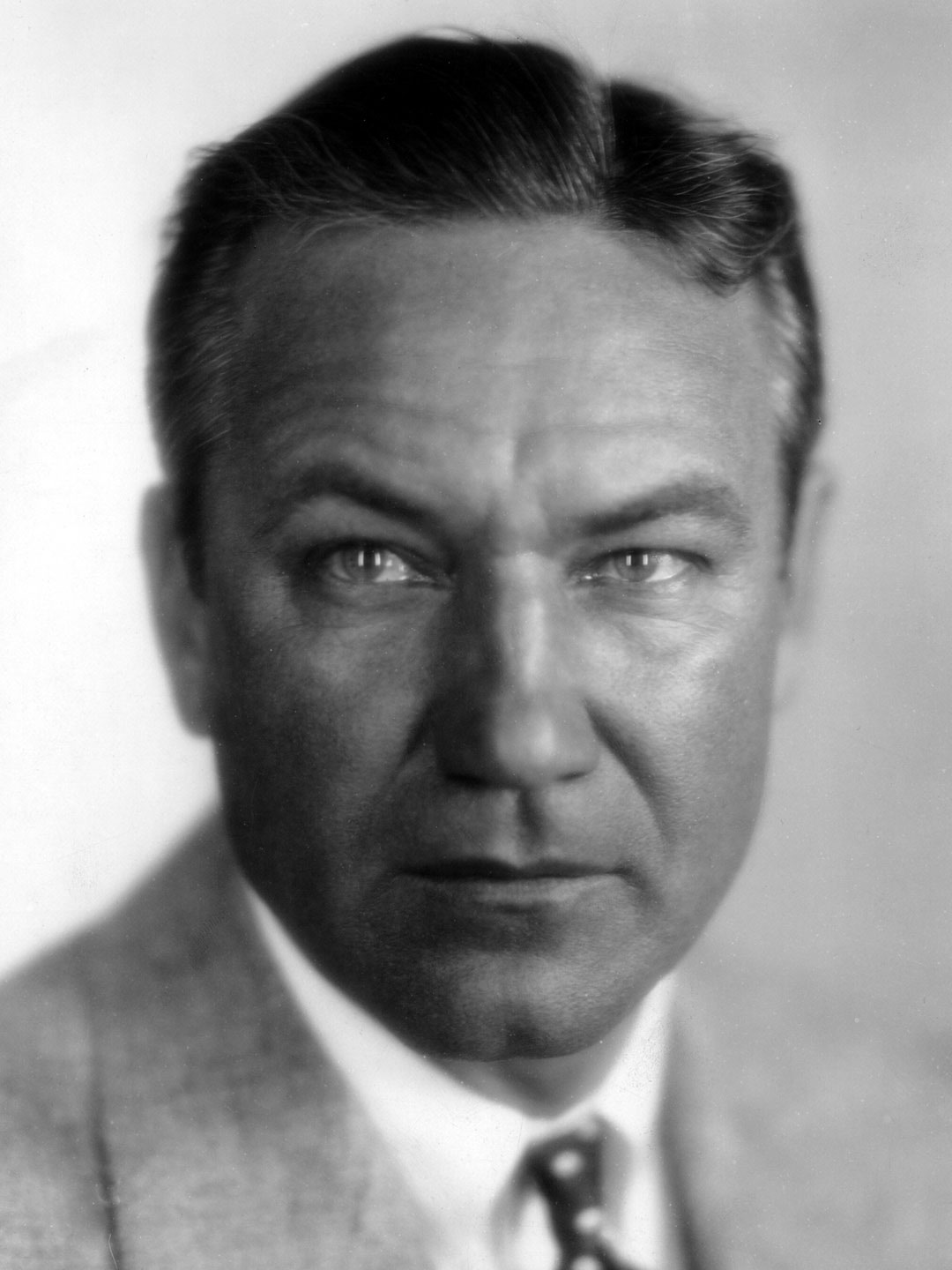
Victor Fleming en 1927.

Après des études secondaires à Los Angeles, Victor Fleming entre dans l'industrie cinématographique en gravissant patiemment les échelons. Opérateur, puis directeur de la photographie en 1915 pour Griffith, il fait alors la connaissance de Douglas Fairbanks qui l'aide à passer à la réalisation. Lieutenant durant la Première Guerre mondiale, il est reporter de guerre en 1918, et il filme pour l'armée le voyage du président Wilson en Europe. De retour en Amérique, il réalise ses deux premiers films Cauchemars et superstitions et Une poule mouillée à Hollywood en 1920 grâce au soutien de Fairbanks. En 1938, il est choisi par David O. Selznick pour succéder à George Cukor et Sam Wood à la mise en scène de l’adaptation du roman de Margaret Mitchell : Autant en emporte le vent,,. Ce film lui vaudra un Oscar en 1940. Il réalise également dans la foulée pour la M.G.M. Le Magicien d'Oz avec Judy Garland. En 1941, il signe — avec Docteur Jekyll et Mister Hyde — une adaptation du roman L'Étrange Cas du docteur Jekyll et de M. Hyde, de Stevenson. Interprété par Spencer Tracy, le film, très influencé par l'expressionnisme, ose faire certaines allusions érotiques en pleine censure due au code Hays. 
Son dernier film est Jeanne d'Arc (Joan of Arc) avec Ingrid Bergman.
Le 6 janvier 1949, il meurt à Cottonwood, (Comté de Yavapai), dans l'état de l'Arizona, il est enterré au Hollywood Forever Cemetery.

## Filmographie

### Comme réalisateur
- 1919 : Cauchemars et Superstitions (When the clouds roll by)
- 1920 : Une poule mouillée (The Mollycoddle)
- 1921 : Mama's Affair
- 1921 : Woman's Place
- 1922 : The Lane That Had No Turning
- 1922 : Red Hot Romance
- 1922 : L'Émigrée (Anna Ascends)
- 1923 : Dark Secrets
- 1923 : L'Appel de la vallée (The Call of the Canyon)
- 1923 : Justice de Tziganes (The Law of the Lawless)
- 1923 : Jusqu'au dernier homme (To the Last Man)
- 1924 : Marins (Code of the Sea)
- 1924 : Empty Hands
- 1925 : A Son of His Father
- 1925 : L'Aventure (Adventure)
- 1925 : Le Cargo infernal (The Devil's Cargo)
- 1925 : Lord Jim
- 1926 : Mantrap
- 1926 : Justice (The Blind Goddess)
- 1927 : Hula
- 1927 : Quand la chair succombe (Way of all flesh)
- 1927 : The Rough Riders
- 1928 : L'Innocente (The Awakening)
- 1928 : Mon rabbin chez mon curé (Abie's Irish Rose)
- 1929 : Le Virginien ou Le Cavalier de Virginie (The Virginian)
- 1929 : Le Chant du loup (The wolf song)
- 1930 : Terre commune (Common Clay)
- 1930 : Les Renégats (Renegades)
- 1931 : Autour du monde avec Douglas Fairbanks (Around the world in eighty minutes with Douglas Fairbanks) (documentaire)
- 1932 : The Wet Parade
- 1932 : La Belle de Saïgon (Red dust)
- 1933 : Mademoiselle Volcan (Bombshell)
- 1933 : La Sœur blanche (The White Sister)
- 1934 : L'Île au trésor (Treasure Island)
- 1935 : La Jolie Batelière (The Farmer takes a wife)
- 1935 : Imprudente Jeunesse (Reckless)
- 1937 : Capitaines courageux (Captains Courageous)
- 1938 : Pilote d'essai (Test pilot)
- 1939 : Le Magicien d'Oz (The Wizard of Oz)
- 1939 : Autant en emporte le vent (Gone with the wind)
- 1941 : Docteur Jekyll et M. Hyde (Dr. Jekyll and Mr. Hyde).
- 1942 : Tortilla flat
- 1943 : Un nommé Joe (A guy named Joe)
- 1945 : L'Aventure (Adventure)
- 1948 : Jeanne d'Arc (Joan of Arc)

### comme directeur de la photographie
- 1916 : Paria de la vie (The Good Bad Man) d'Allan Dwan
- 1916 : An Innocent Magdalene d'Allan Dwan
- 1916 : American Aristocracy de Lloyd Ingraham